# Спартак (Марий Эл)
 Спартак  — деревня в Звениговском районе Республики Марий Эл. Входит в состав Шелангерского сельского поселения.

## География
Находится в южной части республики Марий Эл на расстоянии приблизительно 29 км по прямой на север-северо-восток от районного центра города Звенигово.

## История
Основана в 1935 году переселенцами из деревень Дубовка и Чингансола. В советское время работали колхозы Спартак, имени Ульянова, совхоз «Звениговский».

## Население
Население составляло 61 человек (мари 90 %) в 2002 году, 69 в 2010.